# Nicolae Enciu
Nicolae Enciu este un istoric și profesor universitar din Republica Moldova, doctor habilitat în istorie și conducător de doctorat în cadrul Institutului de Istorie al Academiei de Științe a Moldovei. Este cunoscut pentru cercetările sale aprofundate în domeniul istoriei moderne și contemporane a spațiului românesc, în special privind Unirea Basarabiei cu România și regimul sovietic din RSS Moldovenească și RASS Moldovenească.
Activitatea sa academică este marcată de o abordare critică a narațiunilor oficiale promovate în perioada sovietică, precum și de contribuții valoroase în elucidarea adevărului istoric în ceea ce privește identitatea națională, etnică și politică a populației din Basarabia.
Este autorul mai multor volume și articole științifice, inclusiv lucrarea Scrierea și rescrierea istoriei. Studiu de caz: Basarabia și Transnistria în secolul XX, în care analizează modul în care istoria a fost manipulată ideologic și reinterpretată de regimul sovietic.
Prin cercetările și luările sale de poziție în spațiul public, Nicolae Enciu contribuie activ la consolidarea memoriei colective și a adevărului istoric, pledând pentru o asumare lucidă a trecutului și pentru integrarea istoriei reale a Basarabiei în conștiința națională românească.